# Hypocysta isis
Hypocysta isis är en fjärilsart som beskrevs av Grose-smith 1894. Hypocysta isis ingår i släktet Hypocysta och familjen praktfjärilar. Inga underarter finns listade i Catalogue of Life.